# Khalid Al-Balochi
Khalid Mohammed Husain Mousa Al Baloushi, meglio noto come Khalid Al-Balochi (in arabo خالد البلوشي‎?; Al-'Ayn, 22 marzo 1999), è un calciatore emiratino, centrocampista dell'Al-Ain e della nazionale emiratina.

## Carriera

### Club
Al-Bolochi nasce nella città di Al-'Ayn nel 1999 crescendo calcisticamente nel settore giovanile dell'Al-Ain. Il 17 aprile 2019 ha fatto il suo esordio da professionista nella UAE Arabian Gulf League, giocando titolare, con la maglia con cui è cresciuto, nella sfida finita per 2-2 contro lo Sharjah.

### Nazionale
Khaled ha rappresentato gli Emirati Arabi Uniti a livello giovanile sia con la Nazionale Under-20 che con quella Under-23.
Nel 2022 ha ricevuto la sua prima convocazione dalla Nazionale maggiore emiratina, facendo il suo esordio, il 27 settembre 2022, nell'amichevole giocata contro il Venezuela subentrando al settantanovesimo minuto.
Nel gennaio 2023, Al-Hashemi viene incluso nella lista dei convocati della nazionale emiratina per la Coppa delle nazioni del Golfo 2023 in Iraq; rimanendo però sempre in panchina nei tre incontri disputati dalla nazionale nella competizione.

## Statistiche

### Presenze e reti nei club
Statistiche aggiornate al 14 luglio 2024.
| Stagione        | Squadra         | Campionato      | Campionato | Campionato | Coppe nazionali | Coppe nazionali | Coppe nazionali | Coppe continentali | Coppe continentali | Coppe continentali | Altre coppe | Altre coppe | Altre coppe | Totale | Totale | Totale |
| Stagione        | Squadra         | Comp            | Pres       | Reti       | Comp            | Pres            | Reti            | Comp               | Pres               | Reti               | Comp        | Pres        | Reti        | Pres   | Reti   |        |
| --------------- | --------------- | --------------- | ---------- | ---------- | --------------- | --------------- | --------------- | ------------------ | ------------------ | ------------------ | ----------- | ----------- | ----------- | ------ | ------ | ------ |
| 2017-2018       | Al-Ain          | PL              | 0          | 0          | CPA+AGL         | 1+0             | 0+0             | ACL                | 0                  | 0                  | Cmc         | 0           | 0           | 1      | 0      |        |
| 2018-2019       | Al-Ain          | PL              | 6          | 1          | CPA+AGL         | 0+1             | 0+0             | ACL                | 2                  | 0                  | SU          | 0           | 0           | 9      | 1      |        |
| 2019-2020       | Al-Ain          | PL              | 3          | 0          | CPA+AGL         | 0+3             | 0+0             | ACL                | 0                  | 0                  | -           | -           | -           | 6      | 0      |        |
| 2020-2021       | Al-Ain          | PL              | 16         | 1          | CPA+AGL         | 1+0             | 0+0             | ACL                | 1                  | 0                  | -           | -           | -           | 18     | 1      |        |
| 2021-2022       | Al-Ain          | PL              | 13         | 0          | CPA+AGL         | 1+3             | 0+0             | -                  | -                  | -                  | -           | -           | -           | 17     | 0      |        |
| 2022-2023       | Al-Ain          | PL              | 20         | 0          | CPA+AGC         | 4+1             | 0+0             |                    | -                  | -                  | SU          | 1           | 0           | 26     | 0      |        |
| 2023-2024       | Al-Ain          | PL              | 14         | 1          | CPA+AGC         | 1+3             | 0+0             | ACL                | 4                  | 1                  |             | -           | -           | 22     | 2      |        |
| Totale carriera | Totale carriera | Totale carriera | 72         | 3          |                 | 19              | 0               |                    | 7                  | 1                  |             | 1           | 0           | 99     | 4      |        |

### Cronologia presenze e reti in Nazionale
| Cronologia completa delle presenze e delle reti in nazionale ― Emirati Arabi Uniti | Cronologia completa delle presenze e delle reti in nazionale ― Emirati Arabi Uniti | Cronologia completa delle presenze e delle reti in nazionale ― Emirati Arabi Uniti | Cronologia completa delle presenze e delle reti in nazionale ― Emirati Arabi Uniti | Cronologia completa delle presenze e delle reti in nazionale ― Emirati Arabi Uniti | Cronologia completa delle presenze e delle reti in nazionale ― Emirati Arabi Uniti | Cronologia completa delle presenze e delle reti in nazionale ― Emirati Arabi Uniti | Cronologia completa delle presenze e delle reti in nazionale ― Emirati Arabi Uniti |
| Data                                                                               | Città                                                                              | In casa                                                                            | Risultato                                                                          | Ospiti                                                                             | Competizione                                                                       | Reti                                                                               | Note                                                                               |
| ---------------------------------------------------------------------------------- | ---------------------------------------------------------------------------------- | ---------------------------------------------------------------------------------- | ---------------------------------------------------------------------------------- | ---------------------------------------------------------------------------------- | ---------------------------------------------------------------------------------- | ---------------------------------------------------------------------------------- | ---------------------------------------------------------------------------------- |
| 27-9-2022                                                                          | Wiener Neustadt                                                                    | Emirati Arabi Uniti                                                                | 0 – 4                                                                              | Venezuela                                                                          | Amichevole                                                                         | -                                                                                  | 79’                                                                                |
| 28-3-2023                                                                          | Abu Dhabi                                                                          | Emirati Arabi Uniti                                                                | 2 – 0                                                                              | Thailandia                                                                         | Amichevole                                                                         | -                                                                                  | 89’                                                                                |
| Totale                                                                             |                                                                                    | Presenze                                                                           | 2                                                                                  |                                                                                    | Reti                                                                               | 0                                                                                  |                                                                                    |

## Palmarès

### Club

#### Competizioni nazionali
- UAE Arabian Gulf League: 2

Al-Ain: 2017-18, 2021-22
- Coppa del Presidente degli Emirati Arabi Uniti: 1

Al-Ain: 2017-18
- UAE Arabian Gulf Cup: 1

Al-Ain: 2021-22

#### Competizioni internazionali
- AFC Champions League: 1

Al-Ain: 2023-2024